# شنگل‌رود
شنگل‌رود، روستایی از توابع بخش رودبار شهرستان شهرستان قزوین در استان قزوین ایران است.

## جمعیت
این روستا در دهستان رودبار شهرستان قرار دارد و براساس سرشماری مرکز آمار ایران در سال ۱۳95، جمعیت آن 45نفر (15خانوار) بوده‌است.